# Epoca de Aur

Pietro da Cortona, Epoca de Aur

Epoca de Aur (în greacă χρύσεον γένος, chrysón ghénos) este primul timp legendar din mitologia greacă. Gândirea antică greacă  a periodizat istoria în mai multe epoci, între care prima ar fi fost „Epoca de Aur”, succedată de epoca de argint, epoca eroilor și epoca prezentă.
„Epoca de Aur” înseamnă prin extensie o perioadă de pace primordială, armonie, stabilitate și prosperitate. Pacea și armonia au domnit în această epocă, oamenii nu trebuiau să muncească ca să se hrănească pentru că pământul le oferea suficientă hrană. Oamenii trăiau până la o vârstă foarte înaintată, își păstrau înfățișarea tinerească multă vreme, iar când mureau, mureau împăcați, iar spiritul lor continuau să trăiască pe post de apărători. În dialogurile sale Cratilos, Platon amintește de epoca de aur, care ar fi fost prima în istoria umanității. El clarifică faptul că „de aur” este o altă denumire pentru „nobil”.